# Ann-Renée Desbiens
Pour les articles homonymes, voir Desbiens.
Ann-Renée Desbiens, (née le 10 avril 1994 à La Malbaie, dans la province de Québec), est une joueuse canadienne de hockey sur glace évoluant dans la ligue féminine en tant que gardienne de but. Elle remporte une médaille d'argent olympique aux Jeux de Pyeongchang en 2018 et une médaille d'or aux Jeux de Pékin en 2022. Elle représente également le Canada lors des championnats du monde de 2015, remportant une médaille d'argent et 2021, remportant une médaille d'or.
Elle reçoit le Trophée Patty Kazmaier en 2017.
Elle joue depuis la saison 2024 pour la Victoire de Montréal de la Ligue professionnelle de hockey féminin.

## Biographie

### Début dans le hockey
Ayant grandi dans une famille de joueurs, elle commence le hockey avec ses frères dans le sous-sol de sa maison familiale durant son enfance. Elle entre dans sa première équipe à l'âge de six ans, où elle prend immédiatement le poste de gardienne jouant à l'époque contre des garçons . Alors qu'elle est en quatrième année du secondaire, elle entre en sports-études au Séminaire Saint-François à Saint-Augustin-de-Desmaures.

### En club
En 2016, Desbiens est la première canadienne repêchée par la ligue nationale de hockey féminin américaine, au total en 4e position par le Pride de Boston.
Lors de cette même troisième année, jouant en championnat universitaire américain NCAA pour les Badgers du Wisconsin, elle brise le record de la gardienne finlandaise Noora Räty pour le plus grand nombre de blanchissages en NCAA. En effet, elle inscrit son 44e blanchissage le 6 novembre 2016 dans une victoire 6-0 contre les Beavers de Bemidji State. À la fin de cette année universitaire, elle reçoit le Trophée Patty Kazmaier récompensant la meilleure joueuse de hockey universitaire des États-Unis,. Cette année-là, son équipe atteint le Frozen Four.
Faisant partie des hockeyeuses boycottant la saison 2019-2020 à la suite de la fermeture de l'unique ligue canadienne, elle ne joue pas mais est sélectionnée par la NHL pour le 65e match des étoiles dans l'épreuve du match féminine élite 3 contre 3, où elle réalise une performance remarquée en arrêtant 15 tirs. Elle joue des matchs en 2020 et 2021 avec la Professional Women's Hockey Players Association (PWHPA), organisation ayant pour but de former une ligue professionnelle féminine mais dont la progression a été ralentie par la pandémie de Covid-19.
Le 5 septembre 2023, Marie-Philip Poulin, Laura Stacey et Ann-Renée Desbiens signent avec l'équipe de Montréal de la Ligue professionnelle de hockey féminin et en deviennent les trois premières joueuses officielles. Desbiens est la gardienne pour le premier match de la franchise, le 2 janvier 2024 et elle obtient sa première victoire alors que son équipe l'emporte en prolongation 3 à 2 sur l'équipe d'Ottawa. Elle arrête 26 des 28 tirs contre elle.

### En équipe nationale
Desbiens est sélectionnée pour la première fois par l'équipe nationale en 2011 pour participer au championnat du monde des moins de 18 ans où elle joue trois matchs. Par la suite, elle est sélectionnée en équipe nationale senior pour les championnats du monde de 2015, remportant sa première médaille d'argent. Elle est également sélectionnée en 2018 pour les Jeux olympiques. Elle y joue un seul match car elle est troisième gardienne, derrière Shannon Szabados et Geneviève Lacasse ; cependant elle inscrit son premier blanchissage en compétition olympique, réalisant 18 arrêts, et fait partie de l'effectif qui remporte une médaille d'argent.
Par la suite, devant la fermeture de la LCHF et à la suite de son faible temps de jeu en équipe canadienne en 2018, Desbiens songe à raccrocher les patins ,. Elle termine ses études et décide de revenir au hockey pour le cycle olympique en vue des Jeux de Pékin 2022. Elle est sélectionnée en tant que première gardienne et joue cinq des sept matchs du tournoi, réalisant 38 arrêts en finale contre les États-Unis et assurant une médaille d'or pour le Canada . 

## Statistiques

### En club
| Saison      | Équipe               | Ligue |                   | Saison régulière  | Saison régulière  | Saison régulière  | Saison régulière  | Saison régulière  | Saison régulière  | Saison régulière  | Saison régulière  | Saison régulière  | Saison régulière  |                   | Séries éliminatoires | Séries éliminatoires | Séries éliminatoires | Séries éliminatoires | Séries éliminatoires | Séries éliminatoires | Séries éliminatoires | Séries éliminatoires | Séries éliminatoires |
| Saison      | Équipe               | Ligue | PJ                | V                 | D                 | Pr/N              | Min               | BC                | Moy               | % Arr             | Bl                | Pun               | PJ                | V                 | D                    | Min                  | BC                   | Moy                  | % Arr                | Bl                   | Pun                  |                      |                      |
| 2013-2014   | Badgers du Wisconsin | NCAA  | 12                | 11                | 1                 | 0                 | 677               | 12                | 1,06              | 95,7              |                   | 4                 |                   |                   |                      |                      |                      |                      |                      |                      |                      |                      |                      |
| 2014-2015   | Badgers du Wisconsin | NCAA  | 37                | 26                | 7                 | 4                 | 2 236             | 43                | 1,15              | 94,1              |                   | 0                 |                   |                   |                      |                      |                      |                      |                      |                      |                      |                      |                      |
| 2015-2016   | Badgers du Wisconsin | NCAA  | 38                | 33                | 4                 | 1                 | 2 279             | 29                | 0,76              | 96,0              |                   | 0                 |                   |                   |                      |                      |                      |                      |                      |                      |                      |                      |                      |
| 2016-2017   | Badgers du Wisconsin | NCAA  | 35                | 29                | 2                 | 4                 | 2 115             | 25                | 0,71              | 96,3              |                   | 0                 |                   |                   |                      |                      |                      |                      |                      |                      |                      |                      |                      |
| 2017-2018   | Canada               | AMHL  | 9                 |                   |                   |                   |                   |                   | 1,72              | 94                |                   |                   |                   |                   |                      |                      |                      |                      |                      |                      |                      |                      |                      |
| 2024        | Équipe de Montréal   | LPHF  | Saison en cours ? | Saison en cours ? | Saison en cours ? | Saison en cours ? | Saison en cours ? | Saison en cours ? | Saison en cours ? | Saison en cours ? | Saison en cours ? | Saison en cours ? | Saison en cours ? | Saison en cours ? | Saison en cours ?    | Saison en cours ?    | Saison en cours ?    | Saison en cours ?    | Saison en cours ?    | Saison en cours ?    | Saison en cours ?    |                      |                      |
| Totaux NCAA |                      |       |                   |                   |                   |                   |                   |                   |                   |                   |                   |                   |                   |                   |                      |                      |                      |                      |                      |                      |                      |                      |                      |

### En équipe nationale
| Année | Équipe          | Compétition                   |   | PJ | V  | Min | BC   | Moy  | % Arr | Bl | Pun               |  | Résultat |
| 2011  | Canada - 18 ans | Championnat du monde - 18 ans | 3 |    |    |     | 1,67 | 90   |       |    | Médaille d'argent |  |          |
| 2015  | Canada          | Championnat du monde          | 3 |    |    |     | 1,71 | 93,1 |       |    | Médaille d'argent |  |          |
| 2018  | Canada          | Jeux olympiques               | 1 | 1  | 60 | 0   | 0    | 100  | 1     | 0  | Médaille d'argent |  |          |
| 2021  | Canada          | Championnat du monde          | 5 |    |    |     | 1,37 | 90,8 | 1     |    | Médaille d'or     |  |          |
| 2022  | Canada          | Jeux olympiques               | 5 | 5  |    |     | 1,80 | 94   |       |    | Médaille d'or     |  |          |

## Trophées et honneurs personnels

### Ligue professionnelle de hockey féminin
- 2024 : participe au Match des étoiles de la LPHF